# هاینریش گوستاو ماگنوس
هاینریش گوستاو مگنوس (آلمانی: Heinrich Gustav Magnus؛ زادهٔ ۲ مهٔ ۱۸۰۲ - درگذشتهٔ ۴ آوریل ۱۸۷۰)، دانشمند اهل آلمان بود که در زمینهٔ شیمی و فیزیک فعالیت می‌کرد.